# Забродин, Алексей Валериевич
Алексей Валериевич Забродин (14 декабря 1933, Москва — 28 сентября 2008, Новороссийск) — советский и российский учёный, член-корреспондент РАН, доктор физико-математических наук, профессор, специалист в области математической физики, механики жидкостей, газов, плазмы и их вычислительных приложений.

## Биография
- 1956 год — окончил механико-математический факультет Московского государственного университета (МГУ).
- 1962 год — защитил кандидатскую диссертацию.
- 1969 год — возглавил отдел вычислительной газовой динамики Института прикладной математики им. М. В. Келдыша РАН.
- 1979 год — защитил докторскую диссертацию.
- 1994 год — назначен зам. директора ИПМ им. М.В. Келдыша РАН по научной работе.
- 26 мая 2000 года — избран членом-корреспондентом РАН в отделение проблем машиностроения, механики и процессов управления по специальности «Механика».
- 2004 год — принял заведование кафедрой вычислительной механики механико-математического факультета МГУ.

При непосредственном участии А. В. Забродина были проведены комплексные исследования по разработке многопроцессорных вычислительных систем и параллельным вычислительным технологиям. На их основе были разработаны, созданы и запущены в эксплуатацию высокопроизводительные супер-ЭВМ МВС-100, МВС-1000, МВС-1000М. Сочетание особенностей вычислительных алгоритмов и структурно-технических решений позволили получить производительность на уровне 1 трлн опер./сек. и решить ряд фундаментальных и прикладных задач, что ранее было сделать невозможно.
18 сентября 2008 года, на базе отдыха «Моряк» близ поселка Абрау-Дюрсо, во время проведения XVII Всероссийской научной конференции им. К. И. Бабенко, сопредседателем Организационного комитета которой был А. В. Забродин, его постиг инсульт. Алексея Валерьевича отвезли в Новороссийск, где спустя несколько дней он скончался.
Похоронен в Москве на Троекуровском кладбище.

## Научные интересы
- А. В. Забродин — специалист в области механики жидкостей и газов, математической физики и их вычислительных приложений к решению прикладных задач широкого профиля, автор более 125 научных работ, в том числе двух монографий.
- А. В. Забродиным получены следующие основные научные результаты:
  - разработаны вычислительные методы и алгоритмы, позволяющие получать для прикладных задач высокую точность при приемлемых вычислительных затратах;
  - под его руководством созданы комплексы программ, используемые при разработке летательных аппаратов, изделий атомной техники, конструкций специальных сооружений, исследовании ударных воздействий, обосновании нетрадиционных путей обеспечения работоспособности объектов в условиях противодействия;
  - с использованием разработанных методов совместно с КБ им. П. О. Сухого проведено расчетное аэродинамическое сопровождение проектирования самолетов семейства Су-27; выполнены важные исследования по изучению процессов распространения по системе каналов сильных волн, их трансформации и воздействию на защитные преграды;
  - совместно с НИИ «КВАНТ» и «ИММ УрО РАН» разработан и реализован проект создания семейства высокопроизводительных ЭВМ с массовым параллелизмом обработки информации; на них решены ряд важных задач, которые ранее не могли быть решены.

## Награды и премии
- Государственная премия СССР (1972);
- Заслуженный деятель науки РФ (1999)[2];
- Благодарность в честь 250-летия Академии наук (1990).

## Память
- Занесён на «Страницы памяти» Архивная копия от 7 апреля 2014 на Wayback Machine на веб-сайтe Института прикладной математики им. М. В. Келдыша Российской академии наук.
- Алексей Валериевич Забродин (1933—2008) Э. Л. Аким и др. // Ж. вычисл. матем. и матем. физ., 49:7 (2009), 1340—1344.